# Otto Fedor von Gynz-Rekowski

Otto Gynz von Rekowski (nach dem 25. September 1914)

Otto Fedor Gynz von Rekowski  (* 31. Mai 1850 in Mainz; † 2. November 1915 in Straßburg) war ein preußischer Generalleutnant.

## Leben

### Herkunft
Otto entstammte der I. Linie des Pommerellischen Adelsgeschlechts von Rekowski. Er war das sechste und jüngste Kind des preußischen Oberst Fedor von Rekowski (1812–1867) und dessen Ehefrau Alwine, geborene Baus (1811–1894). Durch Kabinettsorder vom 31. Mai 1880 erhielt er die preußische Genehmigung zur Wiederannahme des ursprünglichen Namens „Gynz von Rekowski“. Sein Bruder Karl (1848–1927) stieg zum Generalmajor auf.

### Militärkarriere
Aus dem Kadettenkorps kommend wurde Rekowski am 7. April 1868 als Sekondeleutnant dem 1. Nassauischen Infanterie-Regiment Nr. 87 der Preußischen Armee in Mainz überwiesen. Mit diesem Verband nahm er während des Krieges gegen Frankreich 1870/71 an den Schlachten bei Weißenburg und Wörth sowie der Belagerung von Paris teil. Bei Sedan wurde er durch einen Stich in die rechte Hüfte und einen Schuss in den linken Oberarm verwundet.
Ausgezeichnet mit dem Eisernen Kreuz II. Klasse stieg Rekowski nach dem Friedensschluss während seiner Kommandierung zur Militär-Turnanstalt Anfang Juni 1874 zum Premierleutnant auf. Von Mitte April bis Mitte September 1877 folgte sein Kommandierung zum Lehr-Infanterie-Bataillon und anschließend unter Stellung à la suite seines Regiments als Militärlehrer zur Hauptkadettenanstalt. Anfang April 1881 kehrte Rekowski mit seiner Versetzung in das Infanterie-Regiment Nr. 131 in den Truppendienst zurück und rückte am 11. Juli 1882 unter Beförderung zum Hauptmann zum Kompaniechef auf. In gleicher Eigenschaft kam er Anfang April 1887 nach Diedenhofen in das Infanterie-Regiment Nr. 135. Im Juli 1889 nahm er an der Generalstabsübungsreise des XV. Armee-Korps teil, war im Mai/Juni 1891 zu Ausbildungszwecken zur Infanterieschießschule kommandiert und wurde Mitte Oktober 1891 mit der Beförderung zum Major seinem Regiment aggregiert. Die gleiche Verwendung hatte Rekowski mit seiner Versetzung Mitte Februar 1892 nach Münster im Infanterie-Regiment „Herwarth von Bittenfeld“ (1. Westfälisches) Nr. 13, bevor er am 17. Juni 1893 zum Kommandeur des I. Bataillons ernannt wurde. In der Folge war er Kommandeur des IV. und III. Bataillons, um am 18. Oktober 1897 mit den Funktionen des etatmäßigen Stabsoffiziers im Infanterie-Regiment Nr. 141 beauftragt zu werden. Mit seiner Beförderung zum Oberstleutnant war er vom 18. November 1897 bis zum 26. Januar 1899 etatmäßiger Stabsoffizier und wurde anschließend zum Stab des 4. Badischen Infanterie-Regiments „Prinz Wilhelm“ Nr. 112 nach Mülhausen versetzt. Von dort kam Rekowski am 16. Juni 1900 als Oberst und Kommandeur des Infanterie-Regiments Nr. 163 nach Neumünster. Daran schloss sich unter Beförderung zum Generalmajor am 24. April 1904 eine Verwendung als Kommandeur der 35. Infanterie-Brigade in Flensburg an. In dieser Eigenschaft erhielt er anlässlich des Ordensfestes im Januar 1906 den Roten Adlerorden II. Klasse mit Eichenlaub. In Genehmigung seines Abschiedsgesuches wurde Rekowski am 10. April 1906 mit der gesetzlichen Pension zur Disposition gestellt.
Nach seiner Verabschiedung erhielt er am 19. August 1913 die preußische Adels- und Wappenbestätigung als „von Gynz-Rekowski“.

Zu Beginn des Ersten Weltkriegs wurde Rekowski gemäß seiner Mobilmachungsbestimmung wiederverwendet und zunächst mit dem Kommando über eine nach ihm benannten Brigade betraut. Mit der Etatisierung und Erweiterung zur 39. Reserve-Division beauftragte man ihn mit der Führung dieses Großverbandes, der in Stellungskämpfen in den mittleren Vogesen zum Einsatz kam. Für sein Wirken wurde Rekowski am 25. September 1914 mit dem Bayerischen Militärverdienstorden II. Klasse mit Schwertern ausgezeichnet. Zudem erhielt er am 28. Dezember 1914 den Charakter als Generalleutnant. Er starb am 2. November 1915 im Festungslazarett in Straßburg.

### Familie
Rekowski verheiratete sich am 20. Mai 1875 in Wiesbaden mit Olga König (1855–1903). Nach der am 14. Juli 1889 erfolgten Scheidung heiratete er am 21. März 1891 in Solingen Martha Reeff (* 1865). Aus den Ehen gingen drei Söhne, die alle im Ersten Weltkrieg fielen, und zwei Töchter hervor.